# Balle chemisée
Pour les articles homonymes, voir Full metal, Full metal jacket (homonymie) et FMJ.
 (août 2017).
Si vous disposez d'ouvrages ou d'articles de référence ou si vous connaissez des sites web de qualité traitant du thème abordé ici, merci de compléter l'article en donnant les références utiles à sa vérifiabilité et en les liant à la section « Notes et références ».

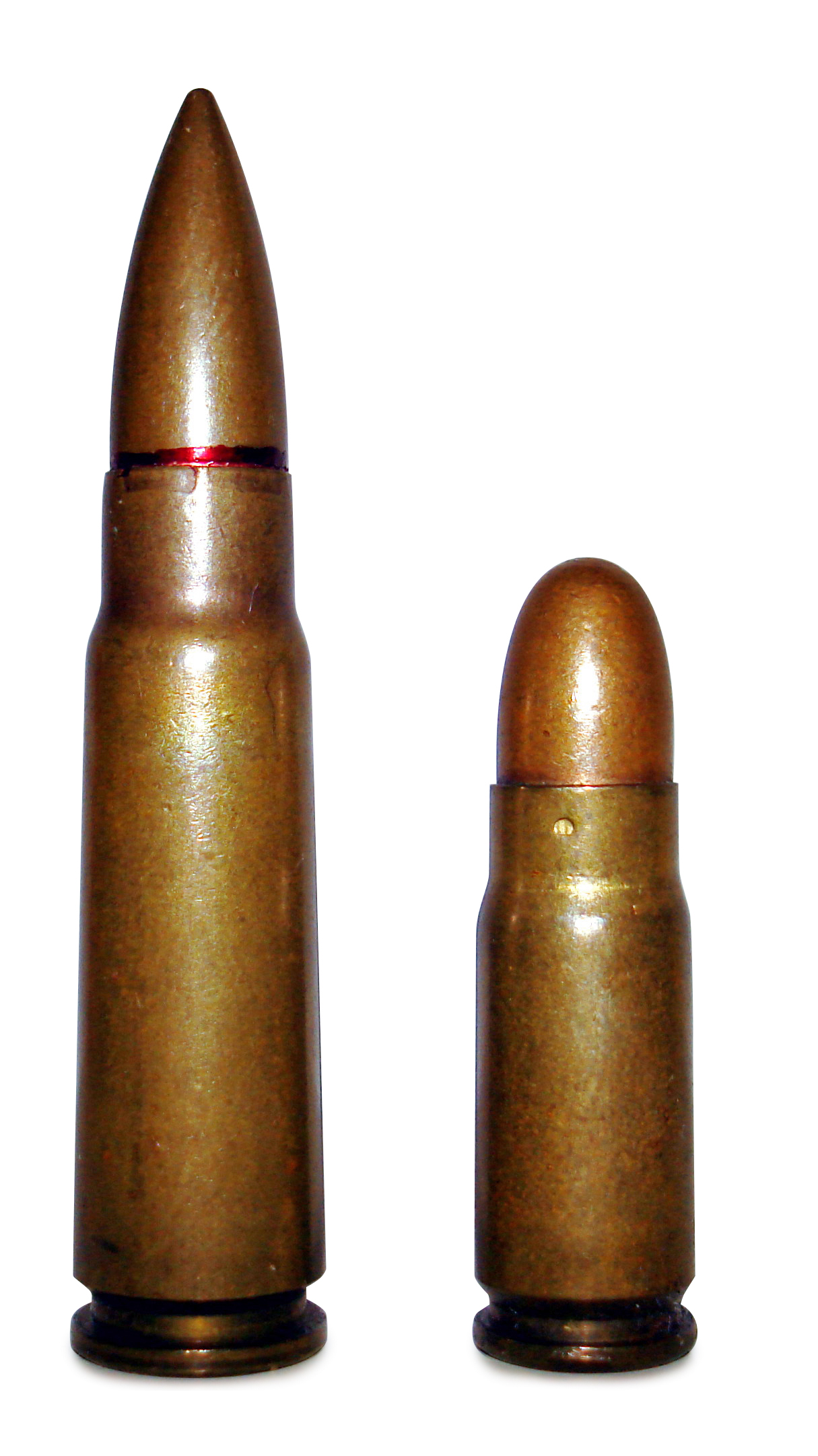
Des exemples de cartouches à balles chemisées dans leur forme habituelle : pointue et à bout rond. Les balles sont sur la partie supérieure, chacune étant sertie dans son propre étui.

Une balle chemisée (Full metal jacket bullet en anglais), parfois improprement appelée balle blindée, est un type de projectile composé d'un noyau d'alliage mou (généralement du plomb) encastré dans une coquille de métal dur : laiton, cupronickel ou parfois un alliage d'acier. Cette coquille extérieure, à la manière d'une « chemise » qui habille le projectile, peut s'étendre à la totalité de la balle ou laisser le plomb visible (la balle est alors « demi-chemisée »). Cette technique permet à la balle d'atteindre une plus grande vélocité que son noyau nu sans laisser de dépôt dans l'alésage. Comparée aux balle à pointe creuse ou souple, l'apparence d'une munition chemisée est très reconnaissable.

## Histoire
Historiquement, la première balle blindée fonctionnelle est attribuée au colonel Éduard Rubin de l'armée suisse en 1882,,,. Ce type de projectile a été employé pour la première fois à grande échelle à partir de 1886 pour le fusil Lebel modèle 1886 dans la cartouche à balle « M », une balle cylindro-ogivale de 15,1 grammes à la pointe tronquée et constituée d'un noyau de plomb enveloppé d'une chemise de maillechort.

## Caractéristique de l'impact
Du fait qu'il est gainé, ce type de projectile a moins de capacité d'expansion après contact avec la cible qu'un projectile à pointe creuse. Il est donc plus perforant. Mais cet avantage  peut devenir un inconvénient : une balle chemisée peut traverser sa cible de part en part, provoquant une blessure moins grave, et laissant la cible en état de riposter. En outre, un projectile qui traverse une cible peut provoquer, au-delà de la cible, des dégâts non souhaités.

## Dans la culture populaire
Le titre du film Full Metal Jacket (1987), du cinéaste Stanley Kubrick, fait directement référence à ce type de munition.
La balle blindée est mentionnée dans la chanson populaire corse "Mort aux vaches".
Dans le son "Double Fuck", le rappeur Kaaris écrit : "Desert Eagle, balle chemisée => ajouter au panier".

## Galerie
(Dans la description des différentes munitions, les énumérations sont mentionnées de gauche à droite).

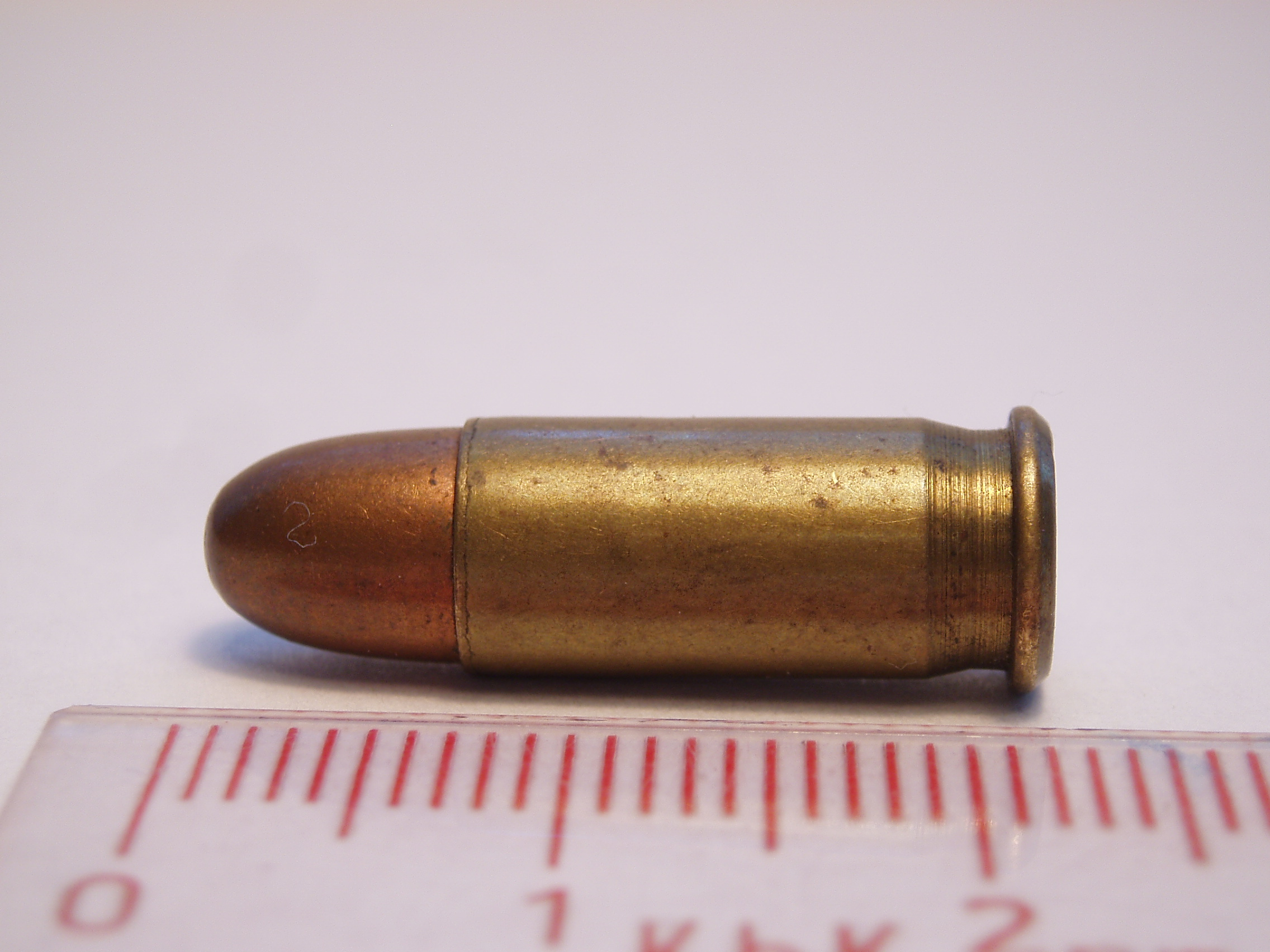
6,35 mm.
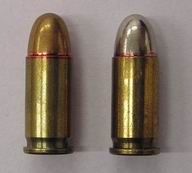
7,65 × 17 mm Browning.
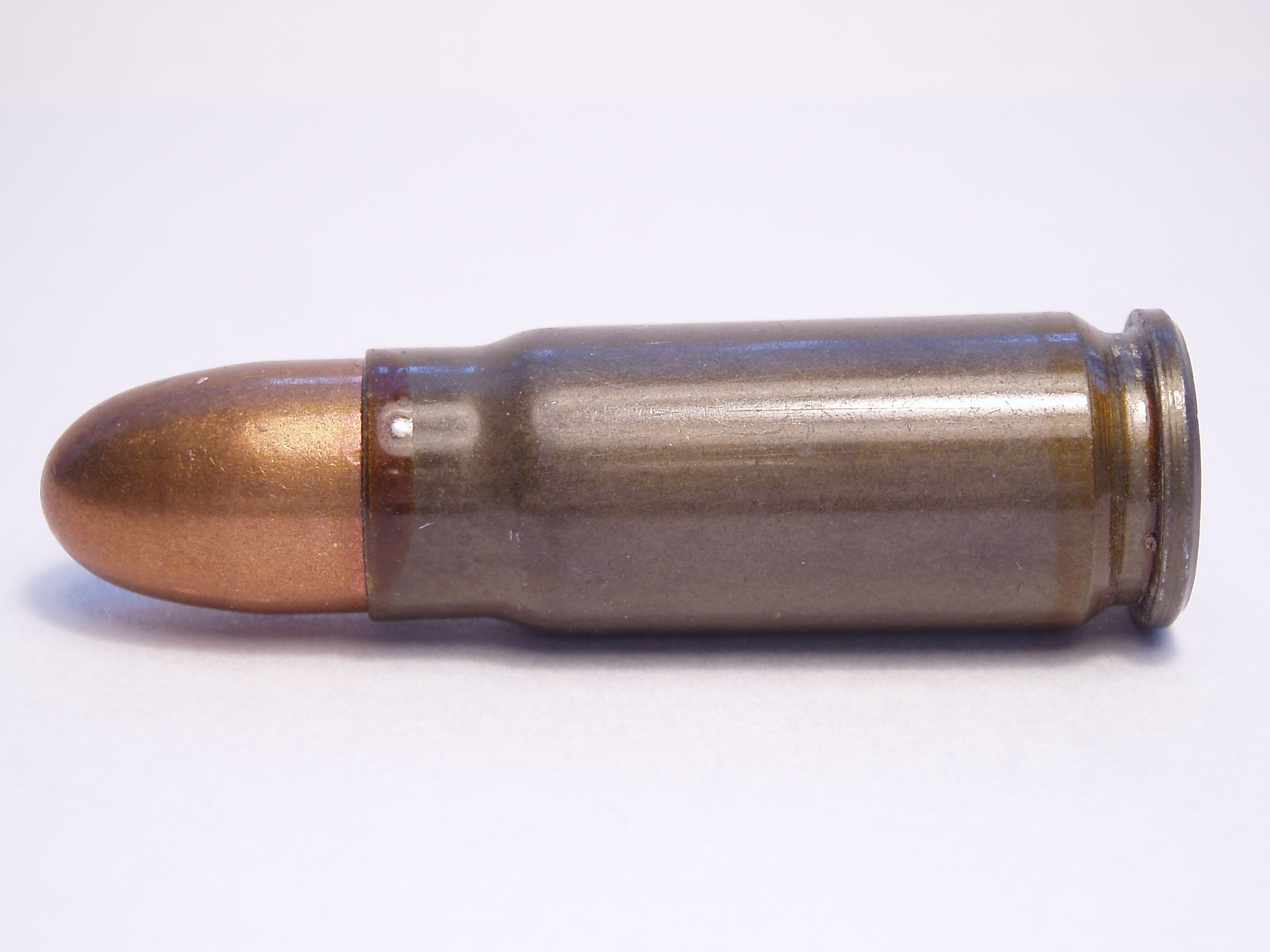
7,62 × 25 mm TT.
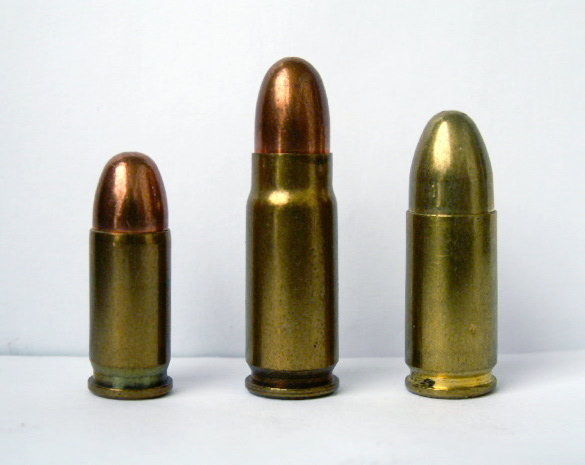
7,65 × 17 mm Browning, 7,62 × 25 mm TT, 9 × 19 mm Parabellum.
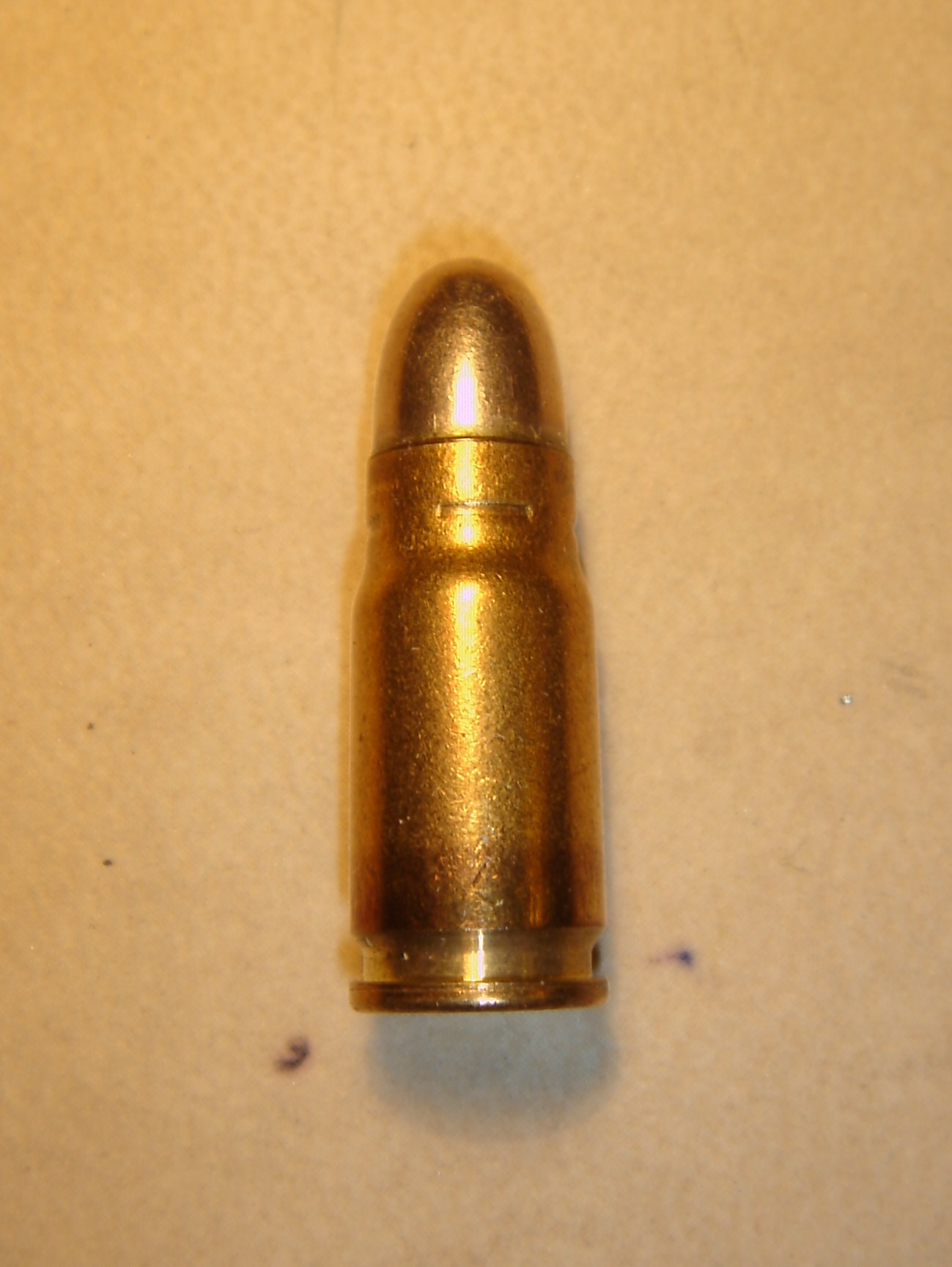
7,65 × 21 mm Parabellum.
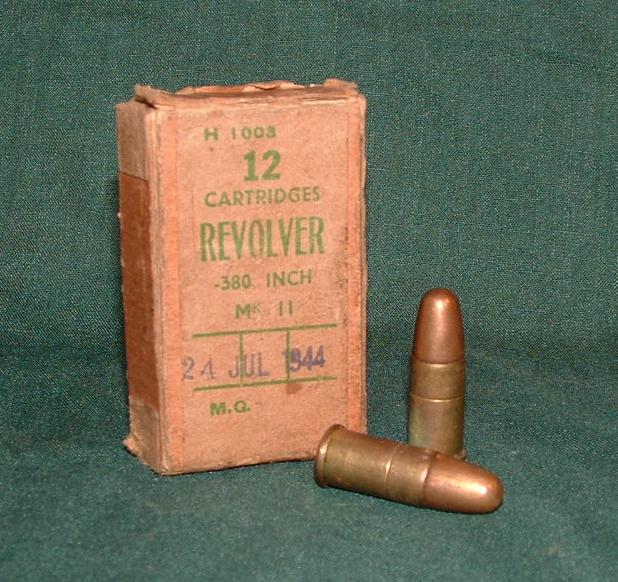
.38 S&W.
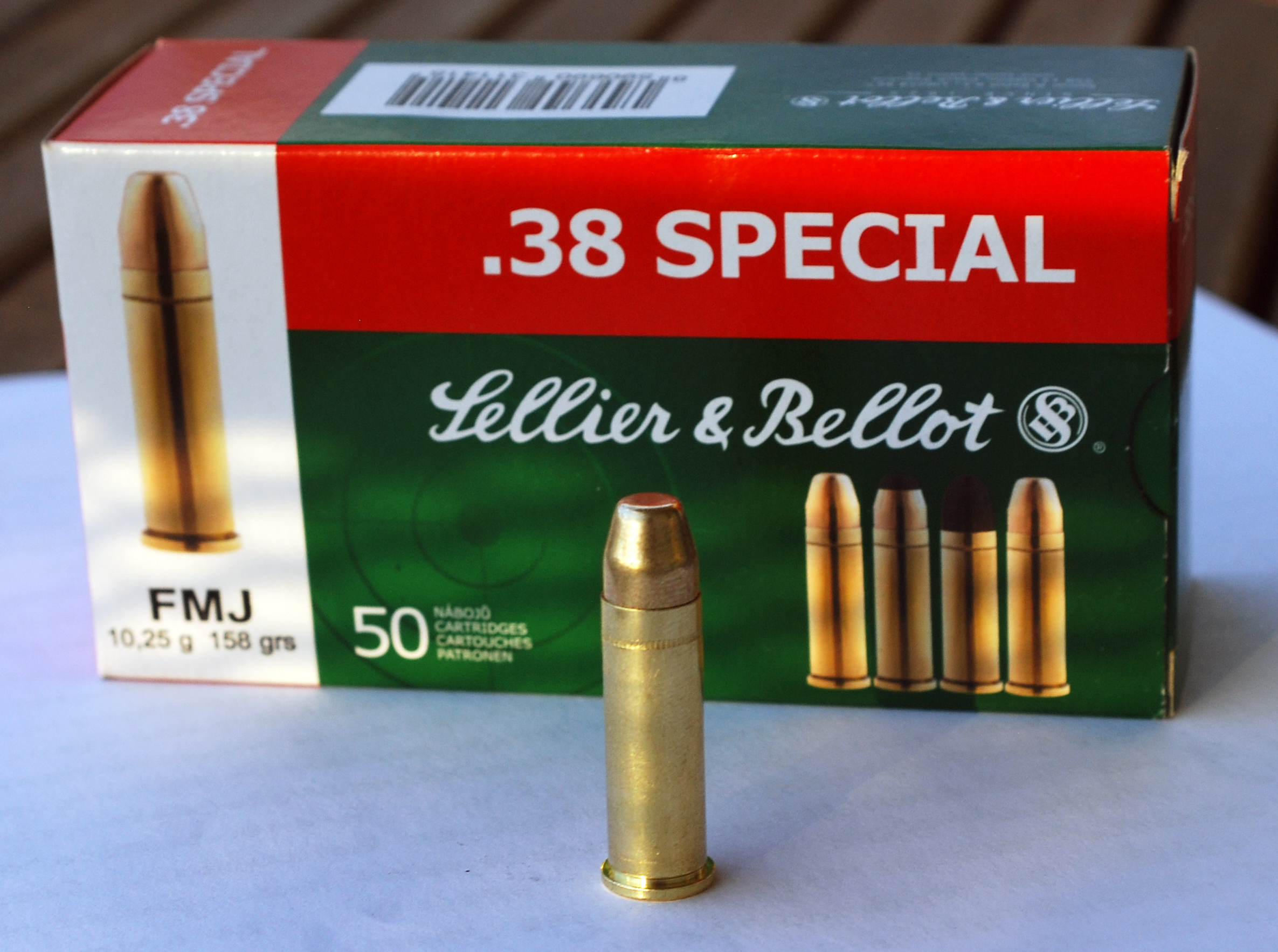
.38 Special.
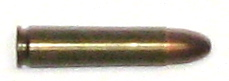
.30 Carbine.
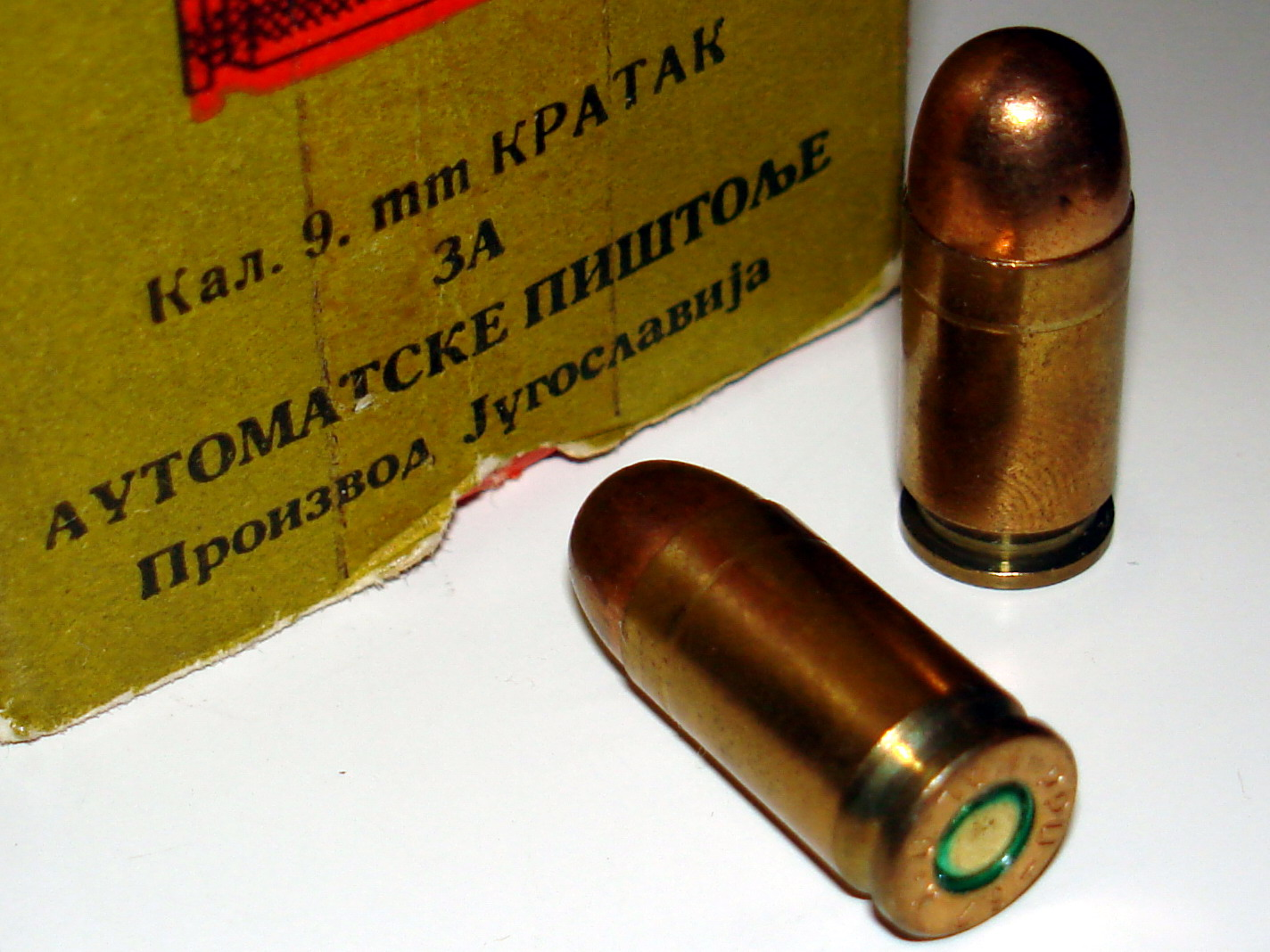
9 × 17 mm court.
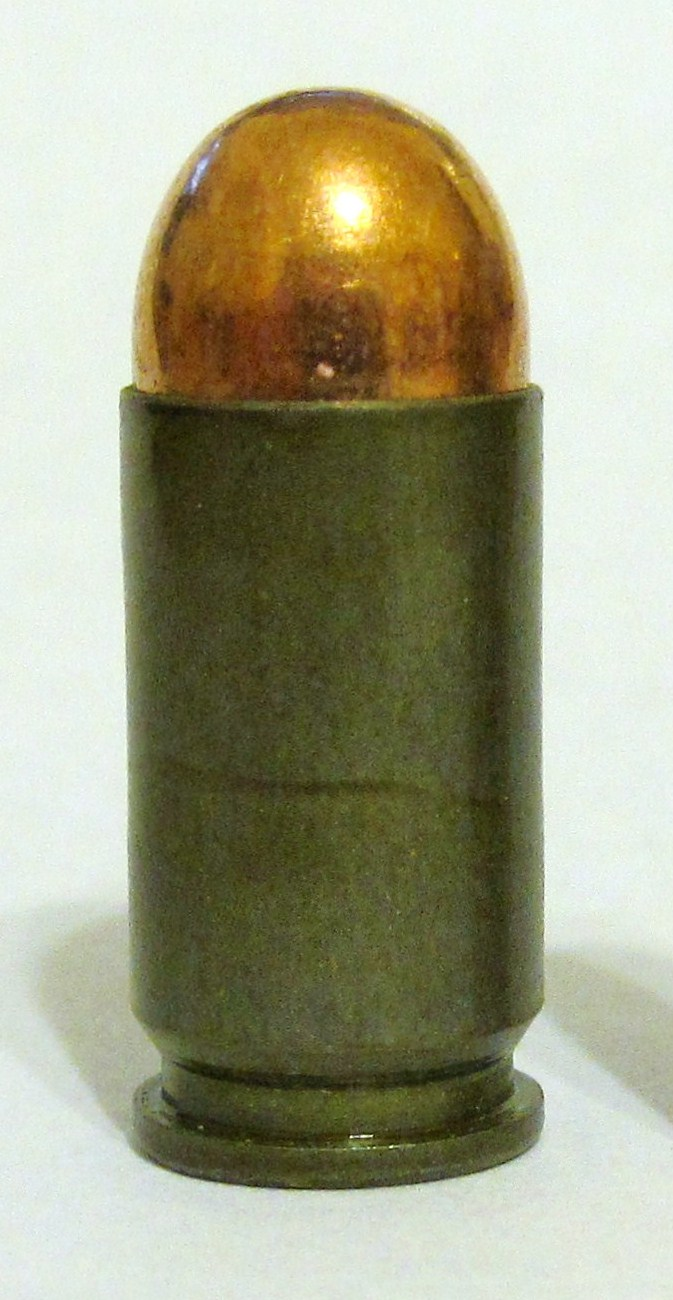
9 × 18 mm Makarov.
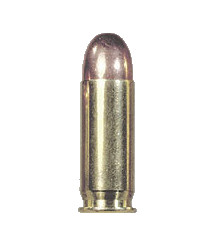
.38 Super.
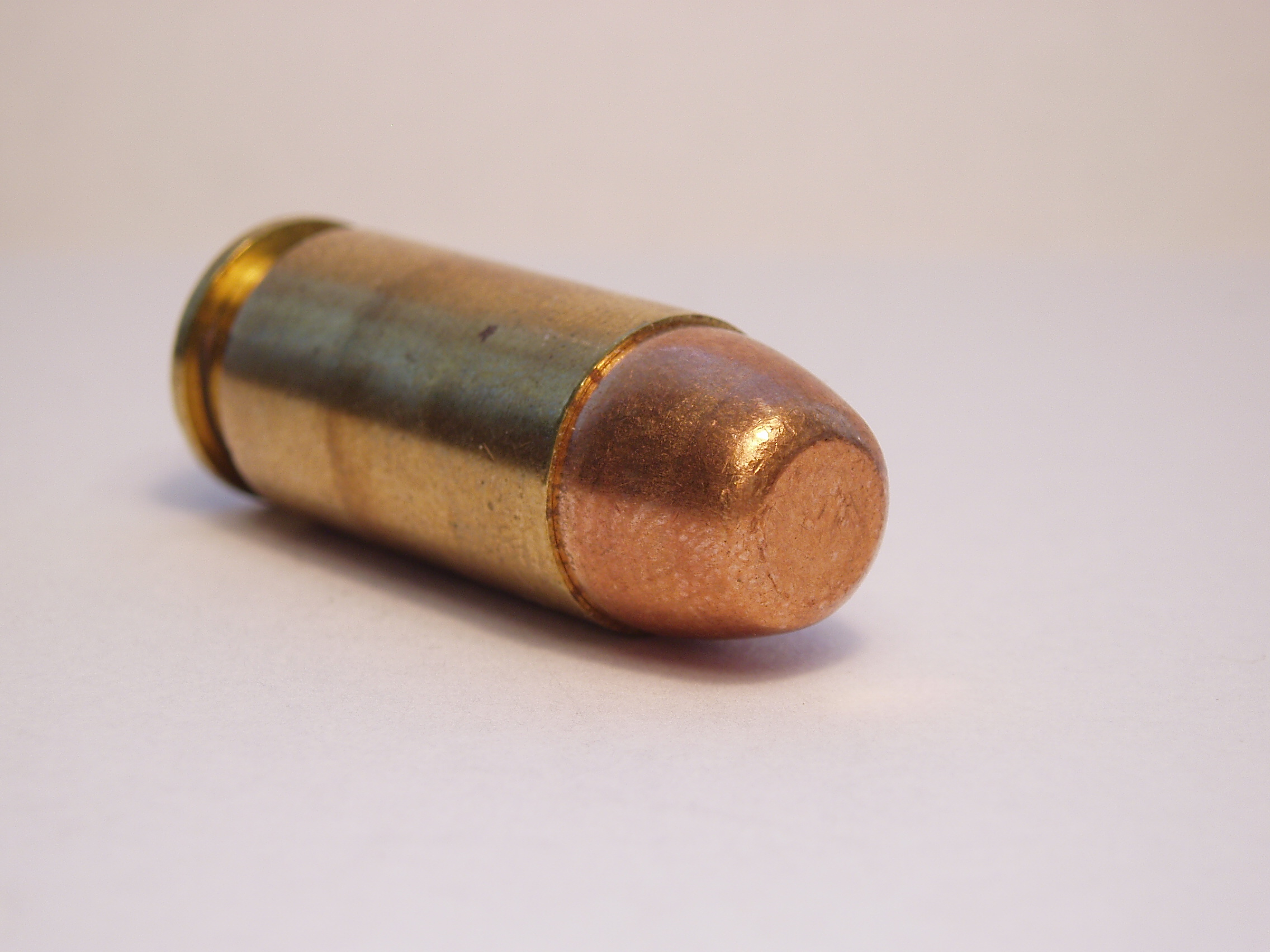
.40 S&W.
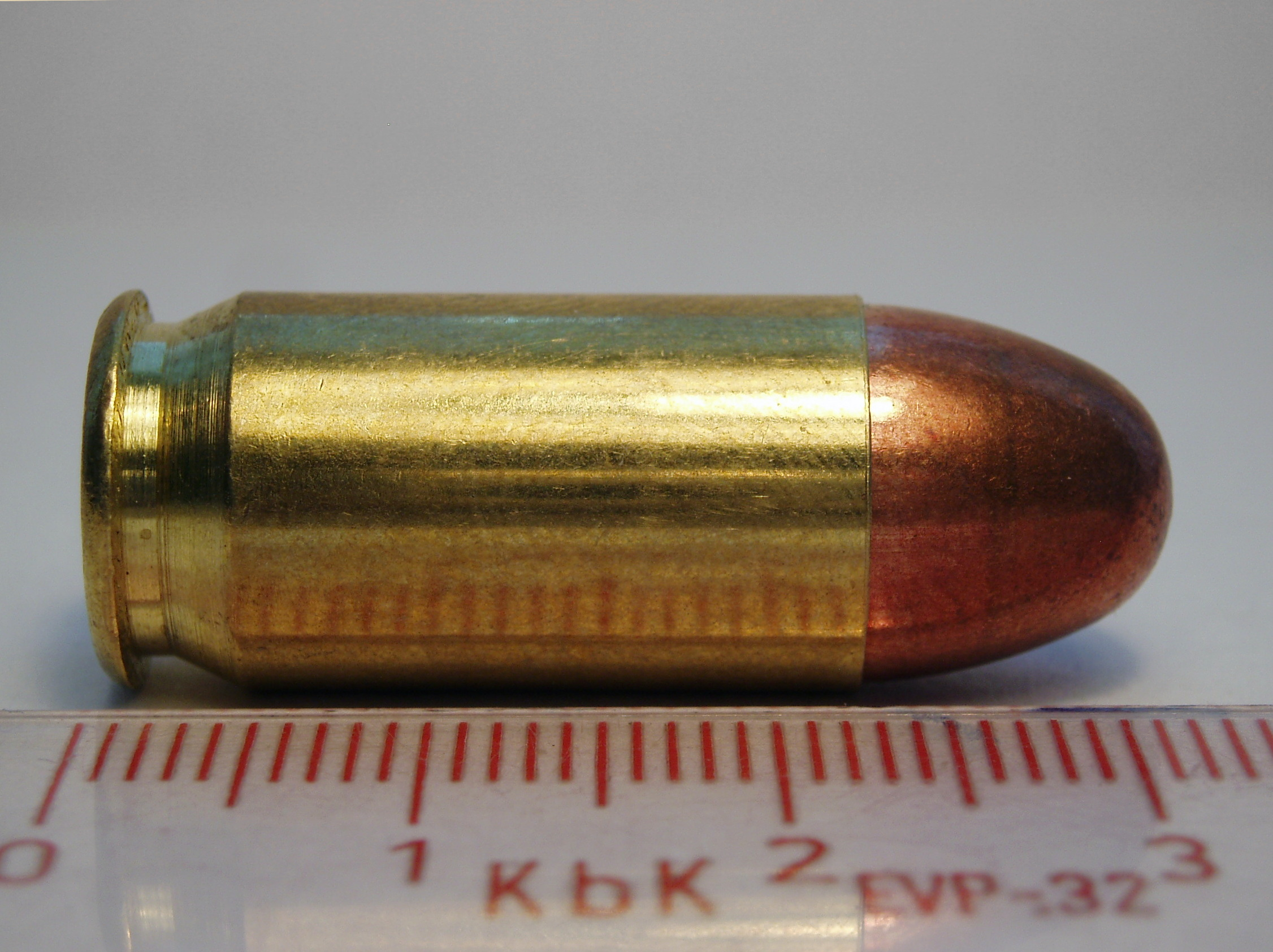
.45 ACP.
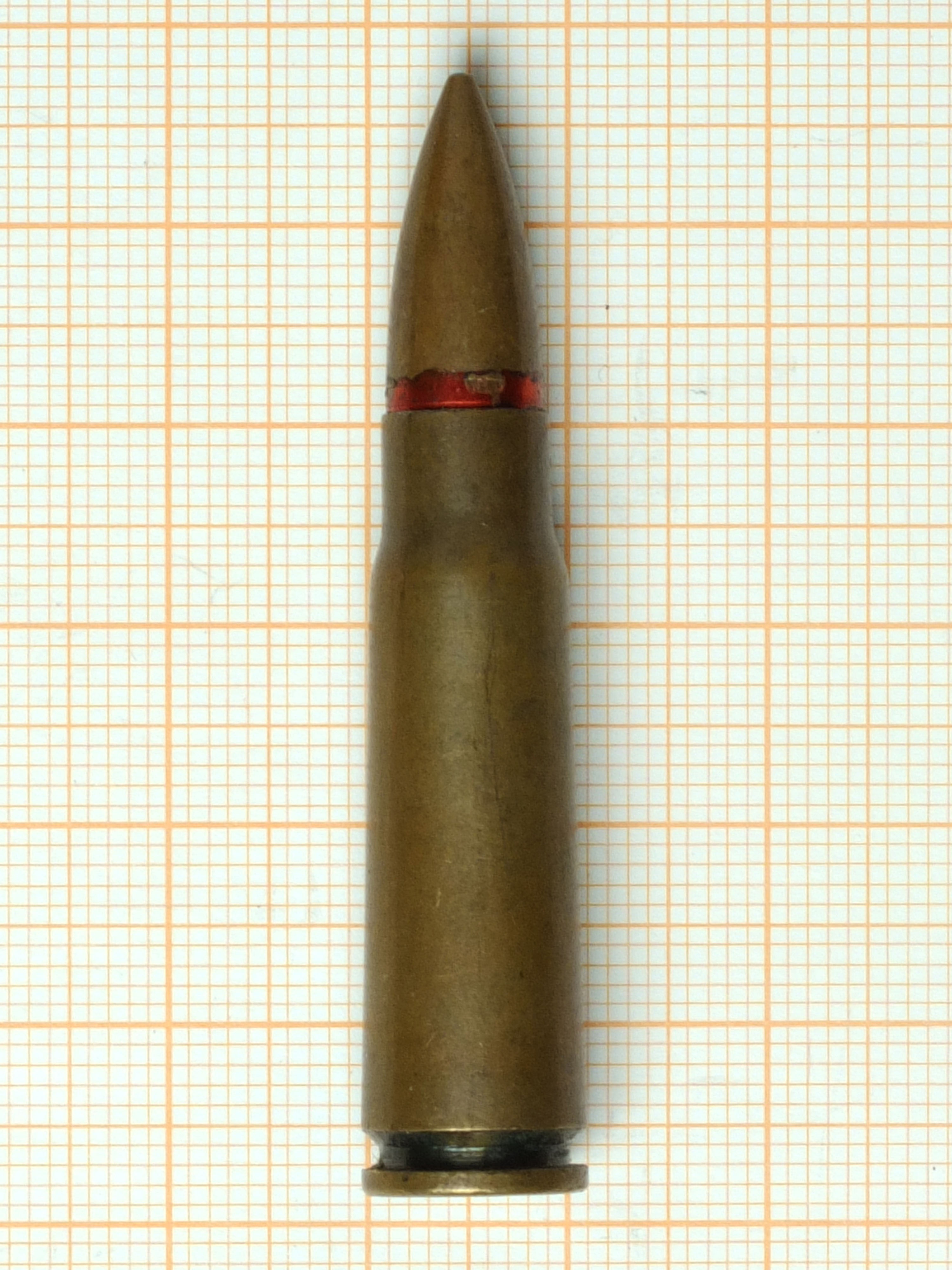
7,62 × 39 mm M43.
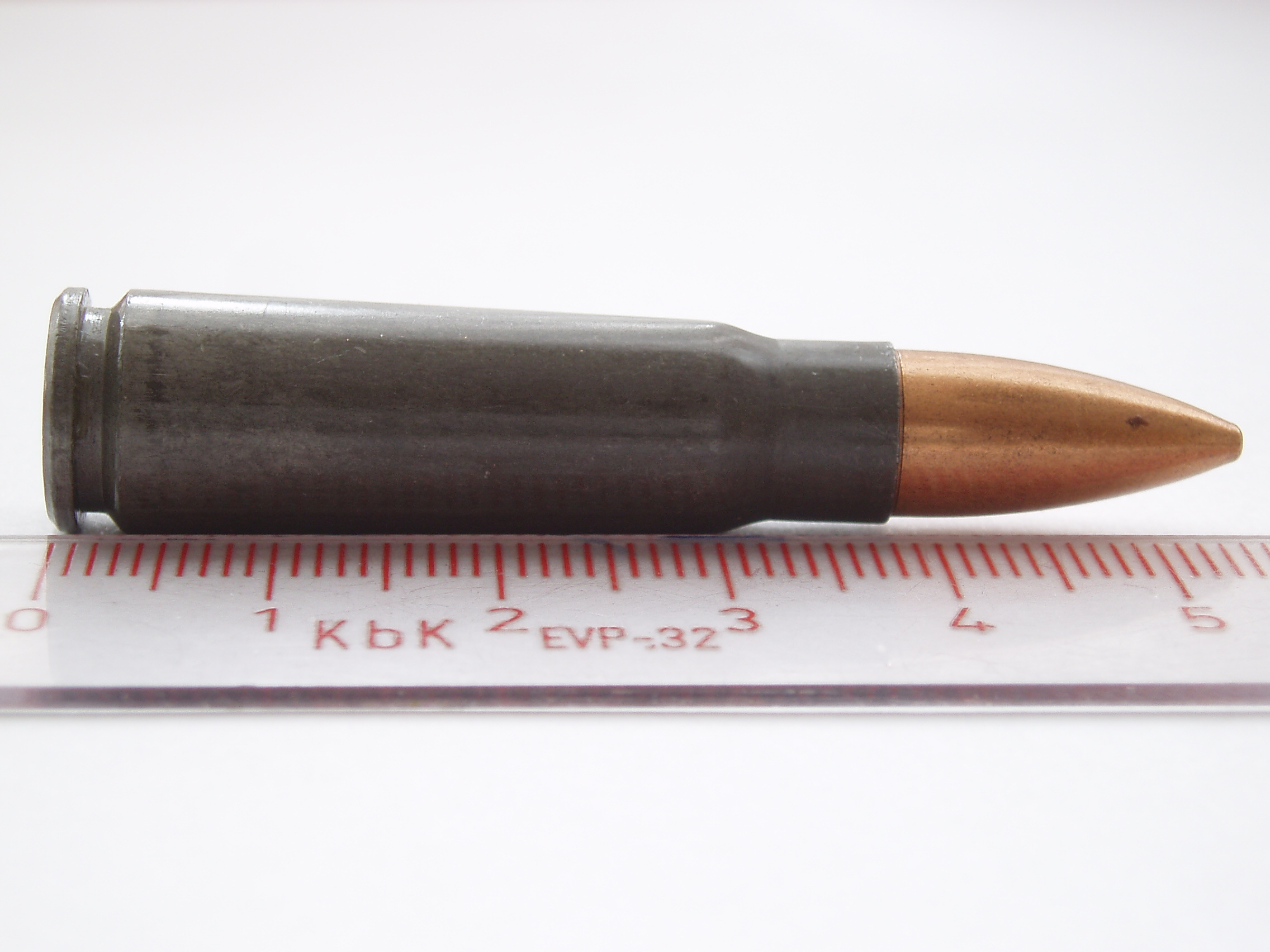
7,62 × 39 mm M43.
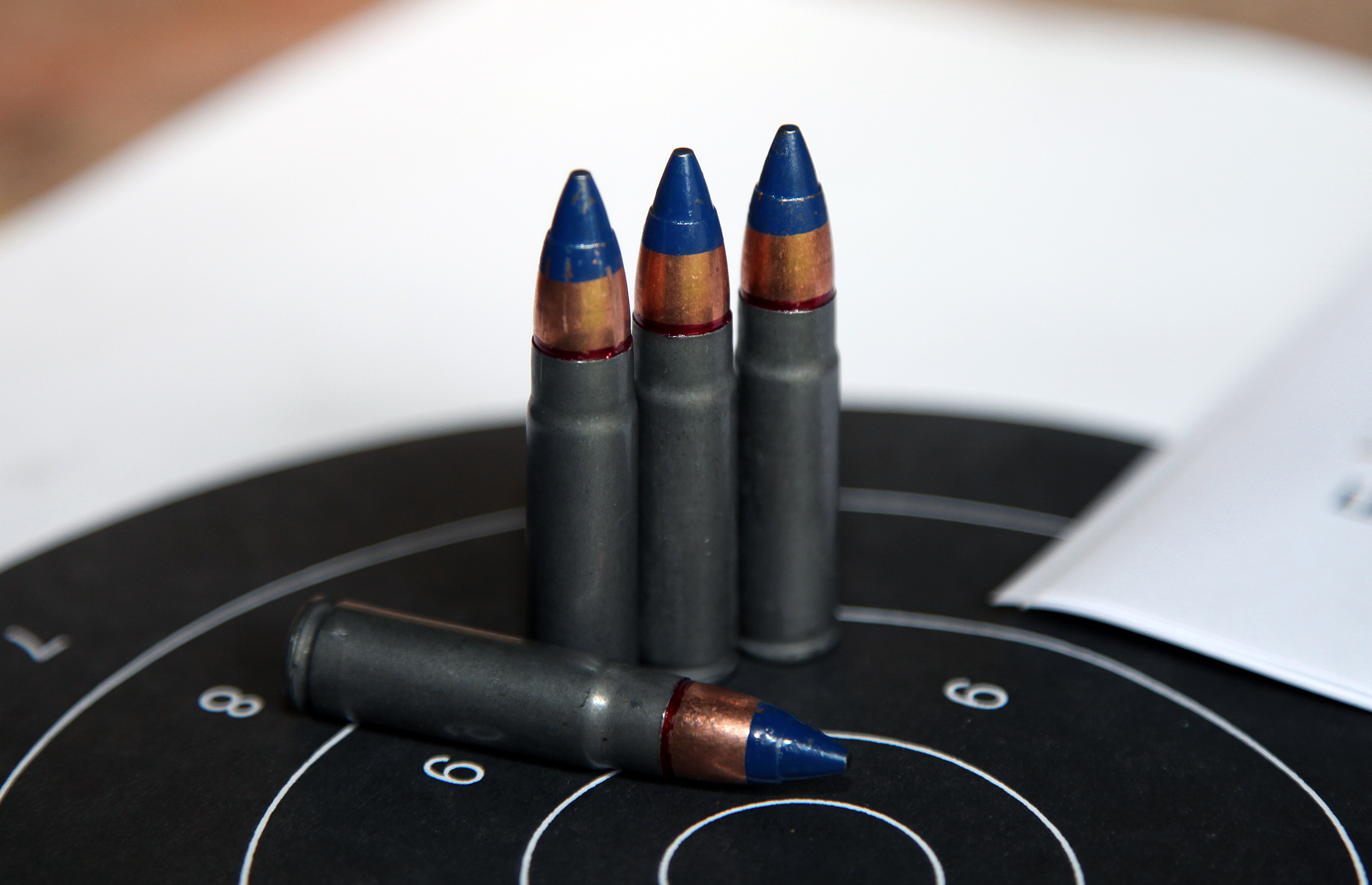
9 × 39 mm russe.
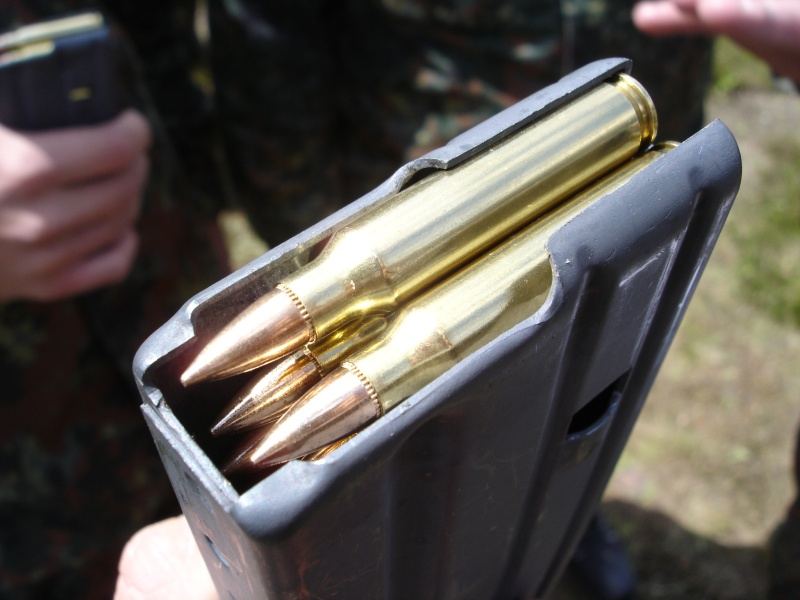
5,56 × 45 mm Otan.
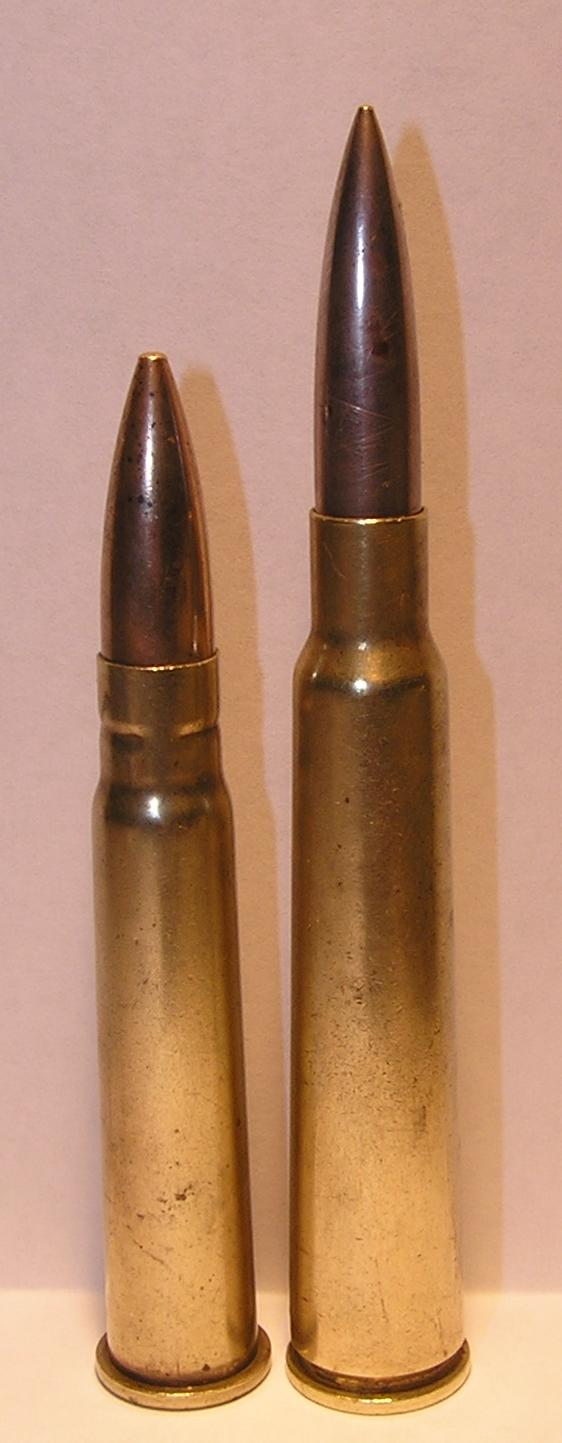
.303 British et .280 Ross (en).
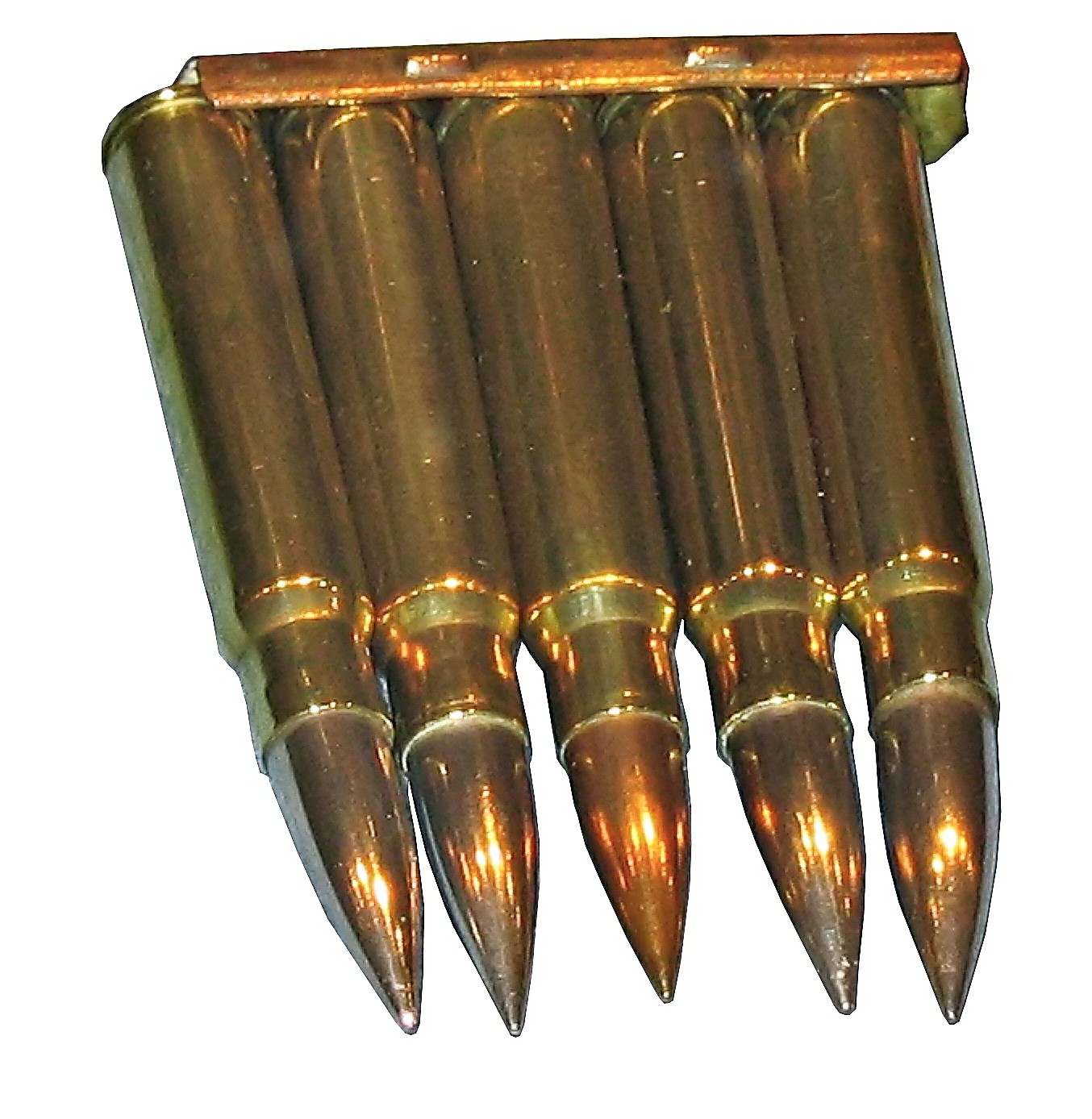
7,92 × 57 mm de la Première Guerre mondiale.
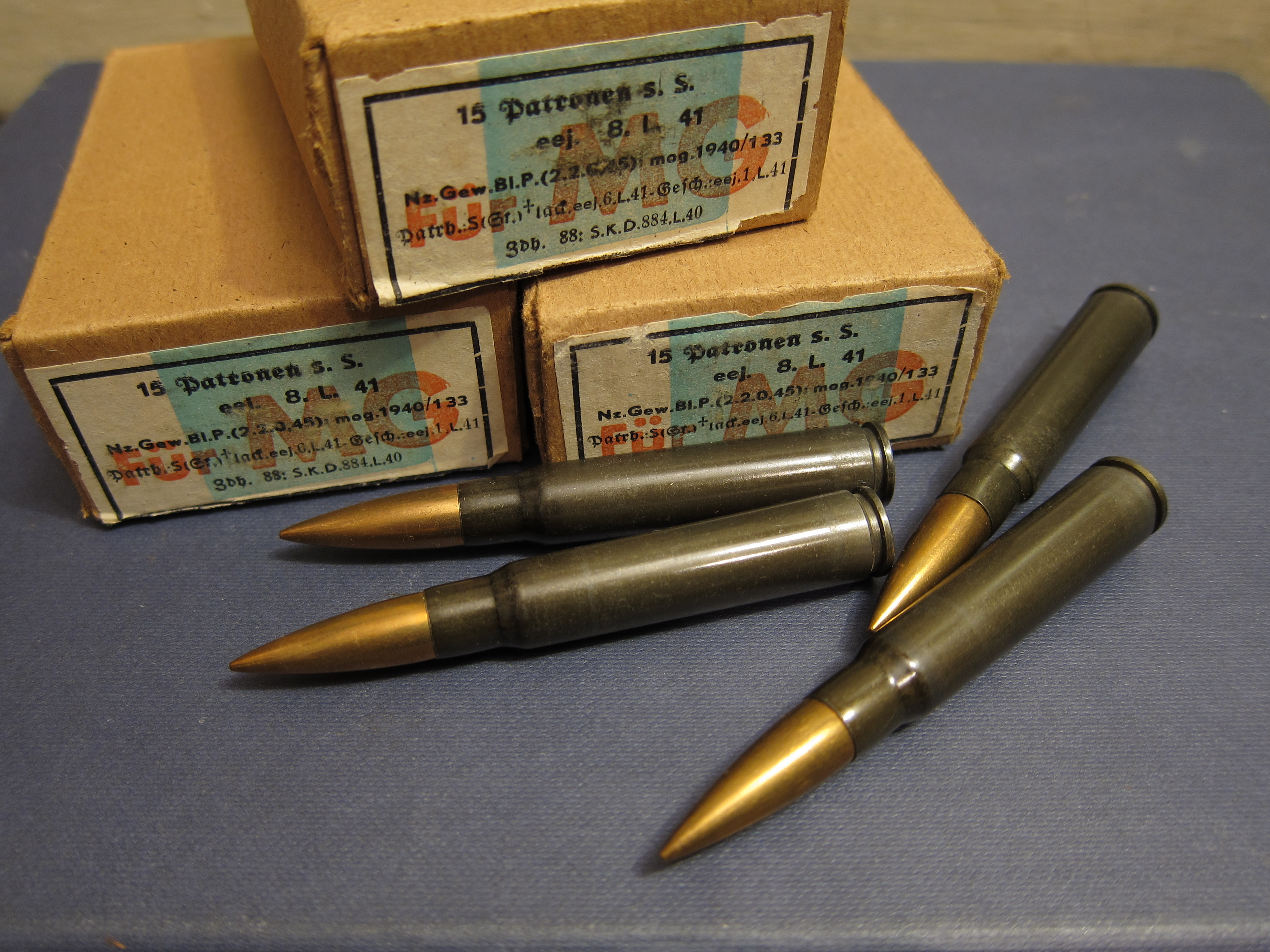
Cartouche chemisé allemande 7,92 × 57 mm Mauser fabriquées en 1941.
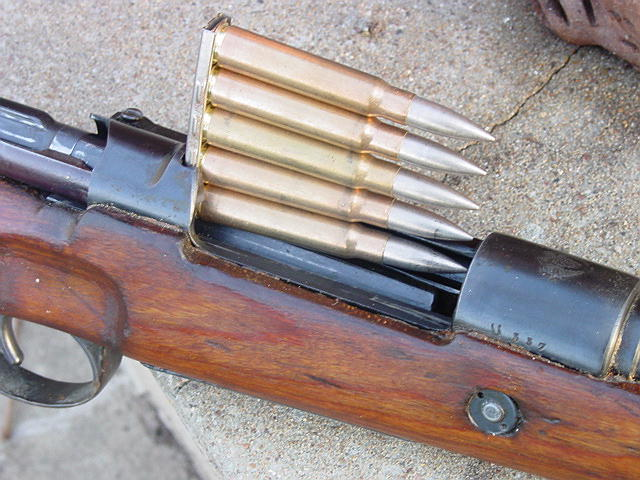
Mauser K98K avec un clip de rechargement de balles chemisées Mauser 7,92 × 57 mm.
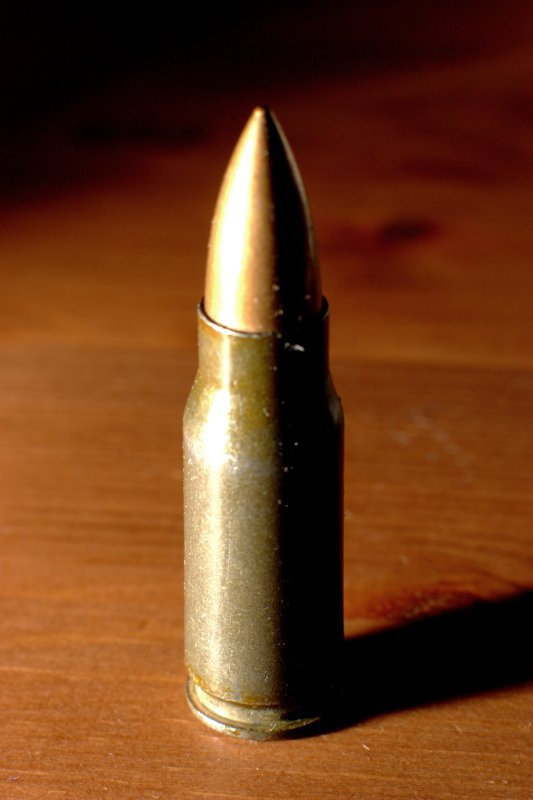
7,92 × 33 mm.
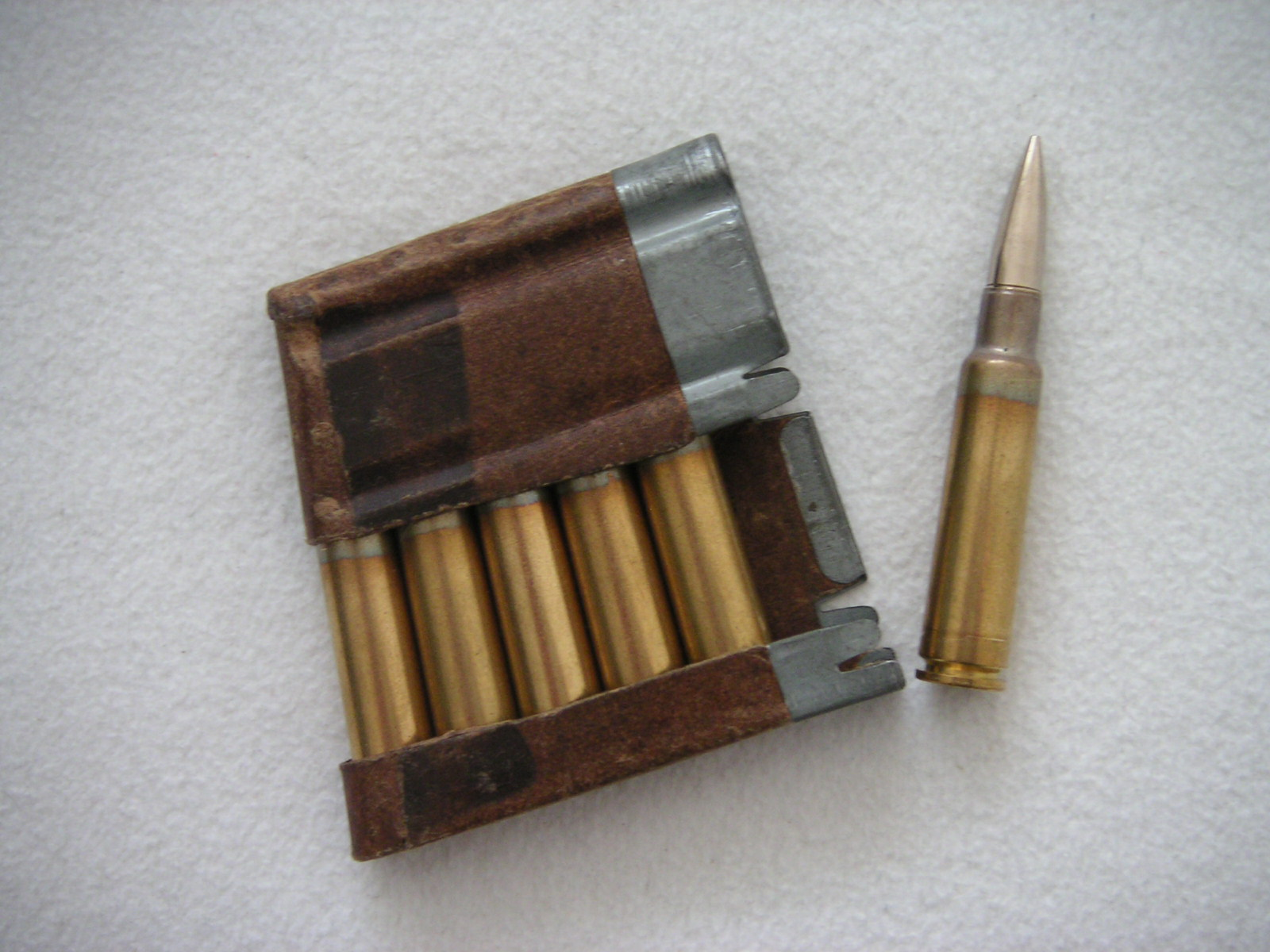
7,5 × 55 mm GP11.
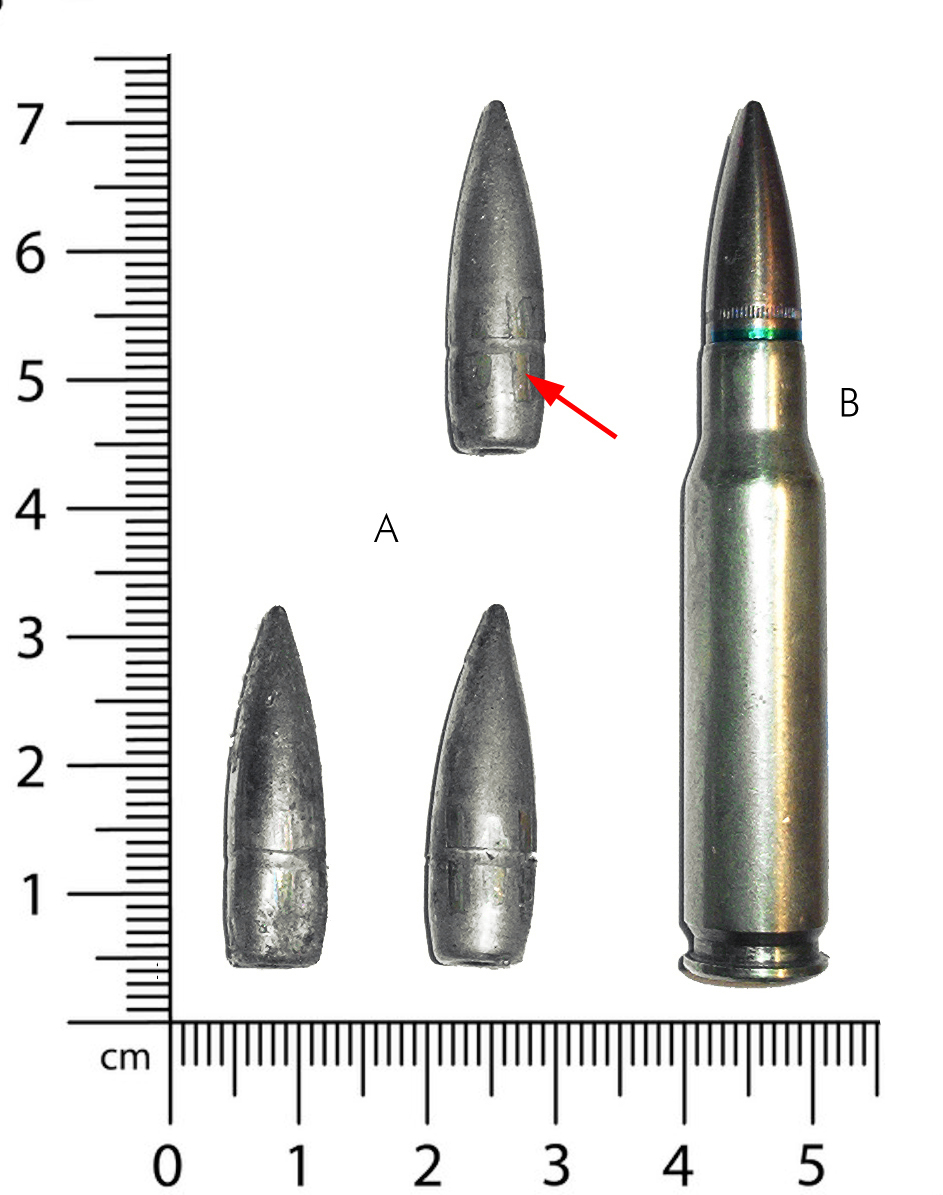
3 balles chemisées 7,62 × 51 mm Otan (à côté d'une balle traçante non tirée), portant des marques de tir.
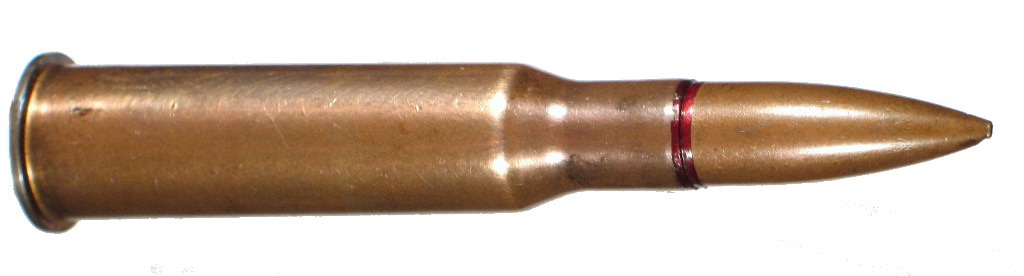
7,62 × 54 mm R.
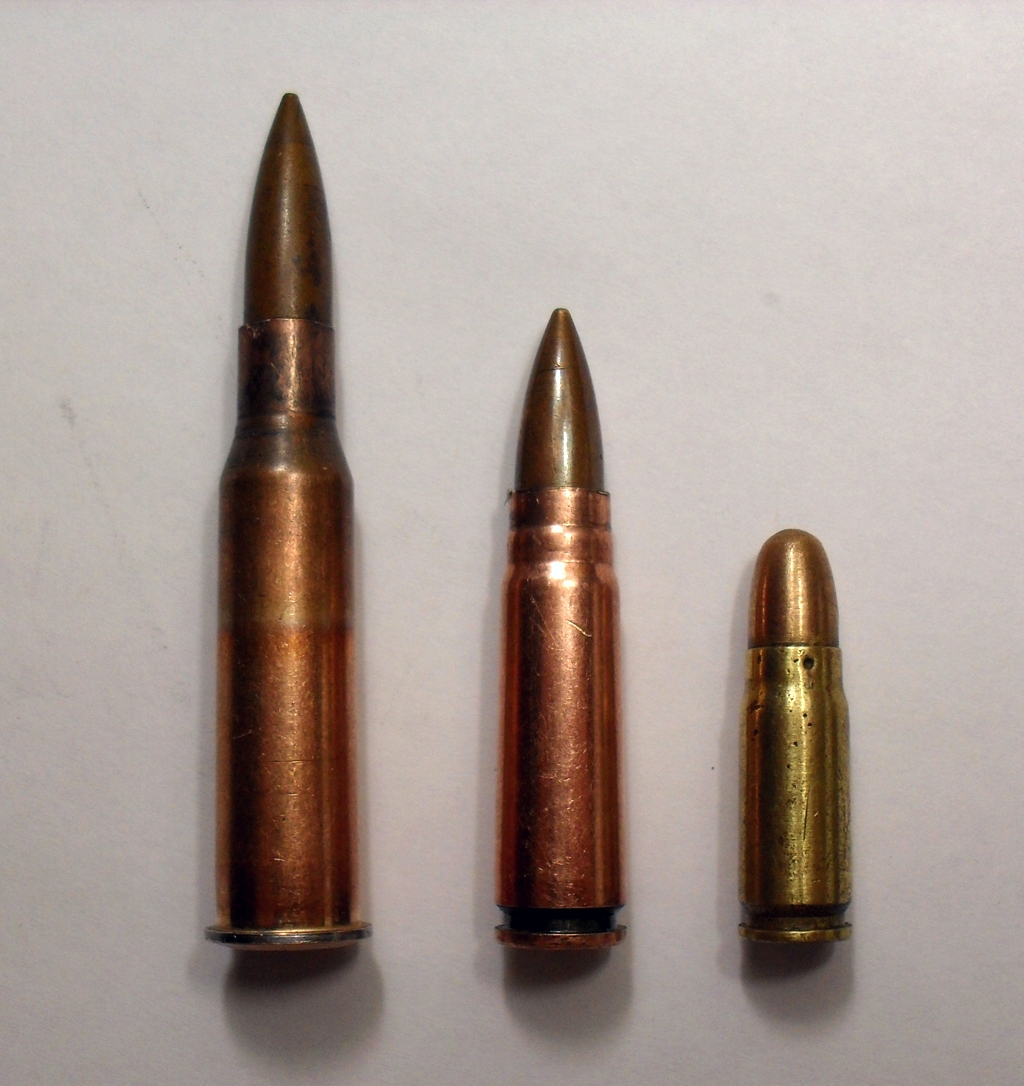
7,62 × 54 mm R, 7,62 × 39 mm M43 et 7,62 × 25 mm TT.
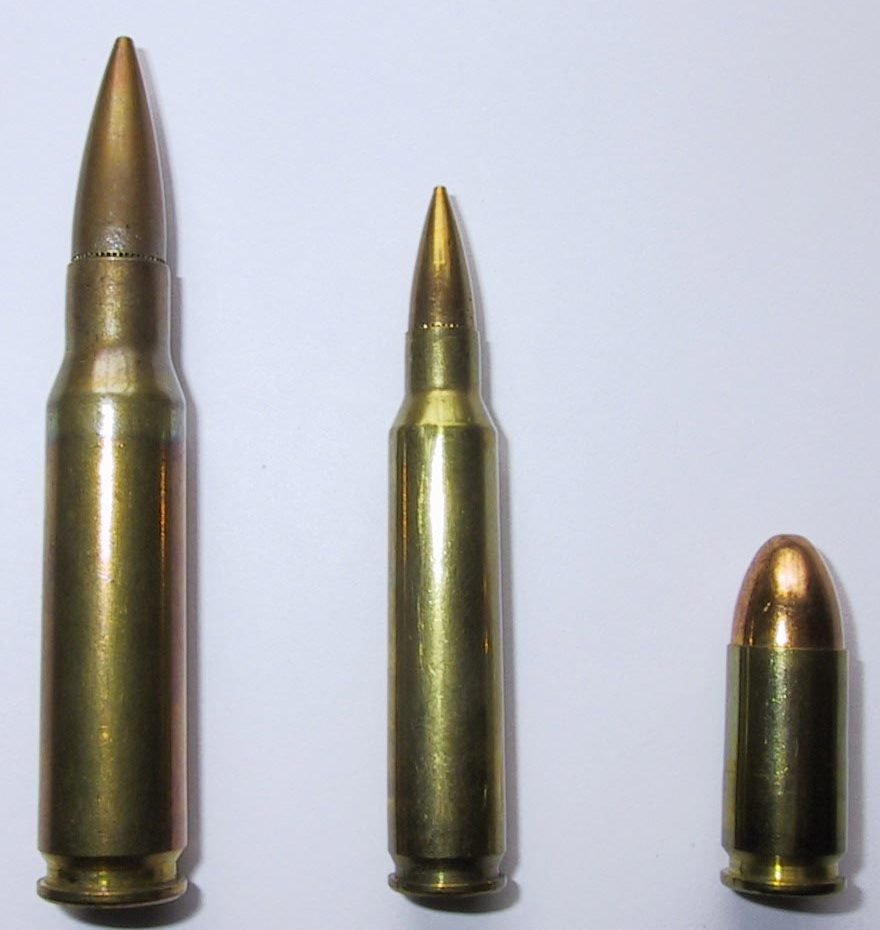
7,62 × 51 mm Otan, 5,56 × 45 mm Otan et 9 × 19 mm Parabellum.